# Ermite (oiseau)
Pour les articles homonymes, voir Ermite (homonymie).
Taxons concernés
- Anopetia
- Glaucis
- Phaethornis
- Threnetesmodifier

Ermite est un terme utilisé dans le nom normalisé de 33 espèces d'oiseaux-mouches de la sous-famille des Phaethornithinae.

## Liste des espèces
D'après la classification de référence (version 2.2, 2009) du Congrès ornithologique international et le CINFO :
- Ermite à brins blancs – Phaethornis superciliosus
- Ermite à gorge grise – Phaethornis griseogularis
- Ermite à gorge noire – Phaethornis atrimentalis
- Ermite à gorge rayée – Phaethornis striigularis
- Ermite à long bec – Phaethornis malaris
- Ermite à longue queue – Phaethornis longirostris
- Ermite à queue blanche – Threnetes leucurus
- Ermite à ventre fauve – Phaethornis syrmatophorus
- Ermite anthophile – Phaethornis anthophilus
- Ermite balafré – Phaethornis rupurumii
- Ermite bronzé – Glaucis aeneus
- Ermite d'Antonia – Threnetes niger
- Ermite d'Auguste – Phaethornis augusti
- Ermite d'Idalie – Phaethornis idaliae
- Ermite d'Osery – Phaethornis hispidus
- Ermite de Bourcier – Phaethornis bourcieri
- Ermite de Dohrn – Glaucis dohrnii
- Ermite de Filippi – Phaethornis philippii
- Ermite de Gounelle – Anopetia gounellei
- Ermite de Koepcke – Phaethornis koepckeae
- Ermite de Natterer – Phaethornis nattereri
- Ermite de Prêtre – Phaethornis pretrei
- Ermite de Rucker – Threnetes ruckeri
- Ermite de Stuart – Phaethornis stuarti
- Ermite eurynome – Phaethornis eurynome
- Ermite hirsute – Glaucis hirsutus
- Ermite nain – Phaethornis longuemareus
- Ermite ocré – Phaethornis subochraceus
- Ermite roussâtre – Phaethornis ruber
- Ermite tacheté – Ramphodon naevius
- Ermite terne – Phaethornis squalidus
- Ermite vert – Phaethornis guy
- Ermite yaruqui – Phaethornis yaruqui